# Vannozza Cattanei
Giovanna Cattanei, detta Vannozza (Mantova, 13 luglio 1442 – Roma, 26 novembre 1518), è stata una donna italiana, di origini lombarde, nota per essere stata l'amante ufficiale del cardinale Rodrigo Llançol Borgia, in seguito eletto al soglio pontificio come papa Alessandro VI, e madre di quattro dei suoi figli: Cesare, Giovanni, Lucrezia e Goffredo, tutti pubblicamente riconosciuti dal padre.

## Biografia

### Origine e giovinezza

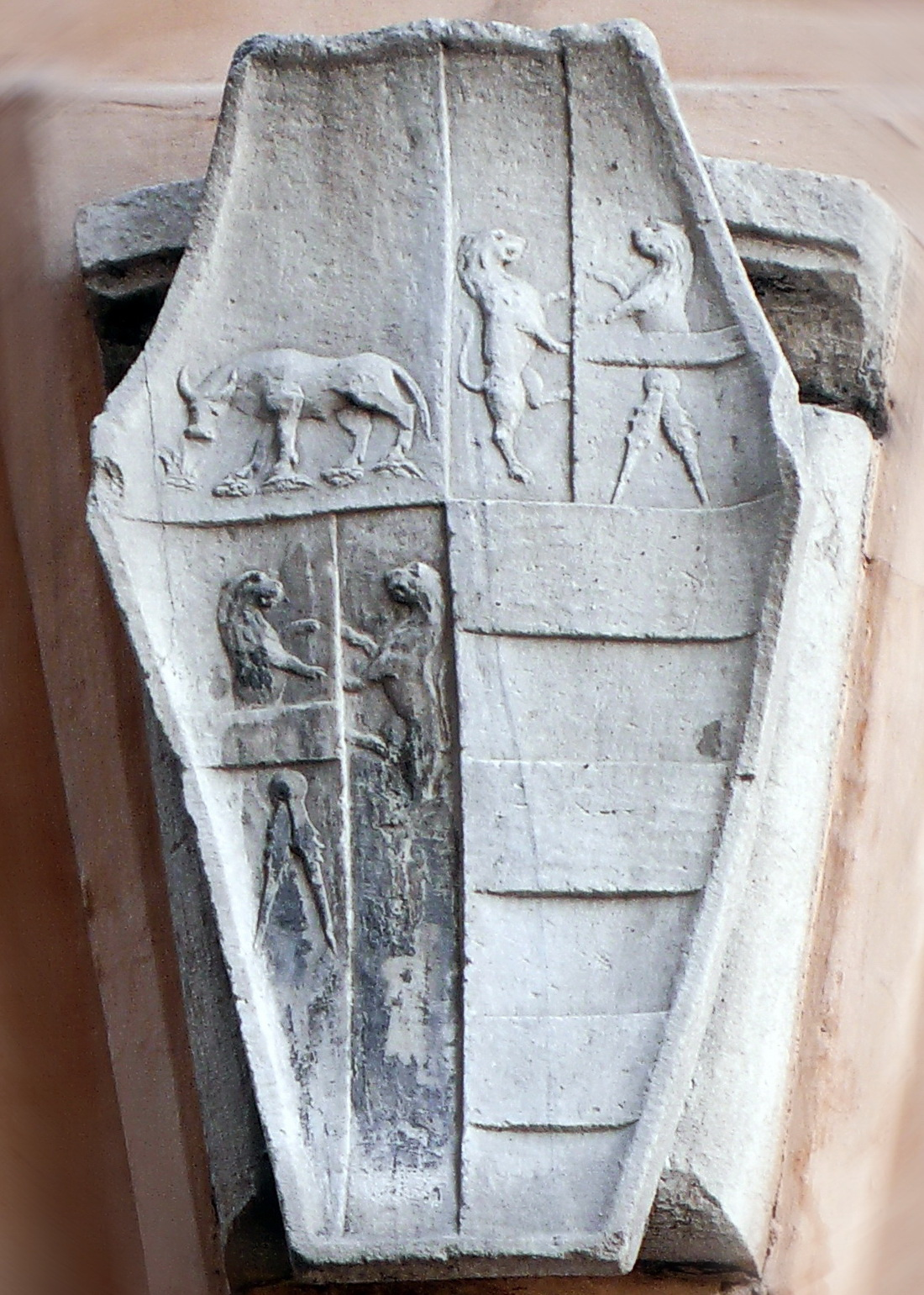
Stemma di Vannozza Cattanei sulla casa in vicolo del Gallo a Roma, con le insegne dei Borgia, il leone rampante dei Cattanei e il compasso con il leone uscente di Carlo Canali

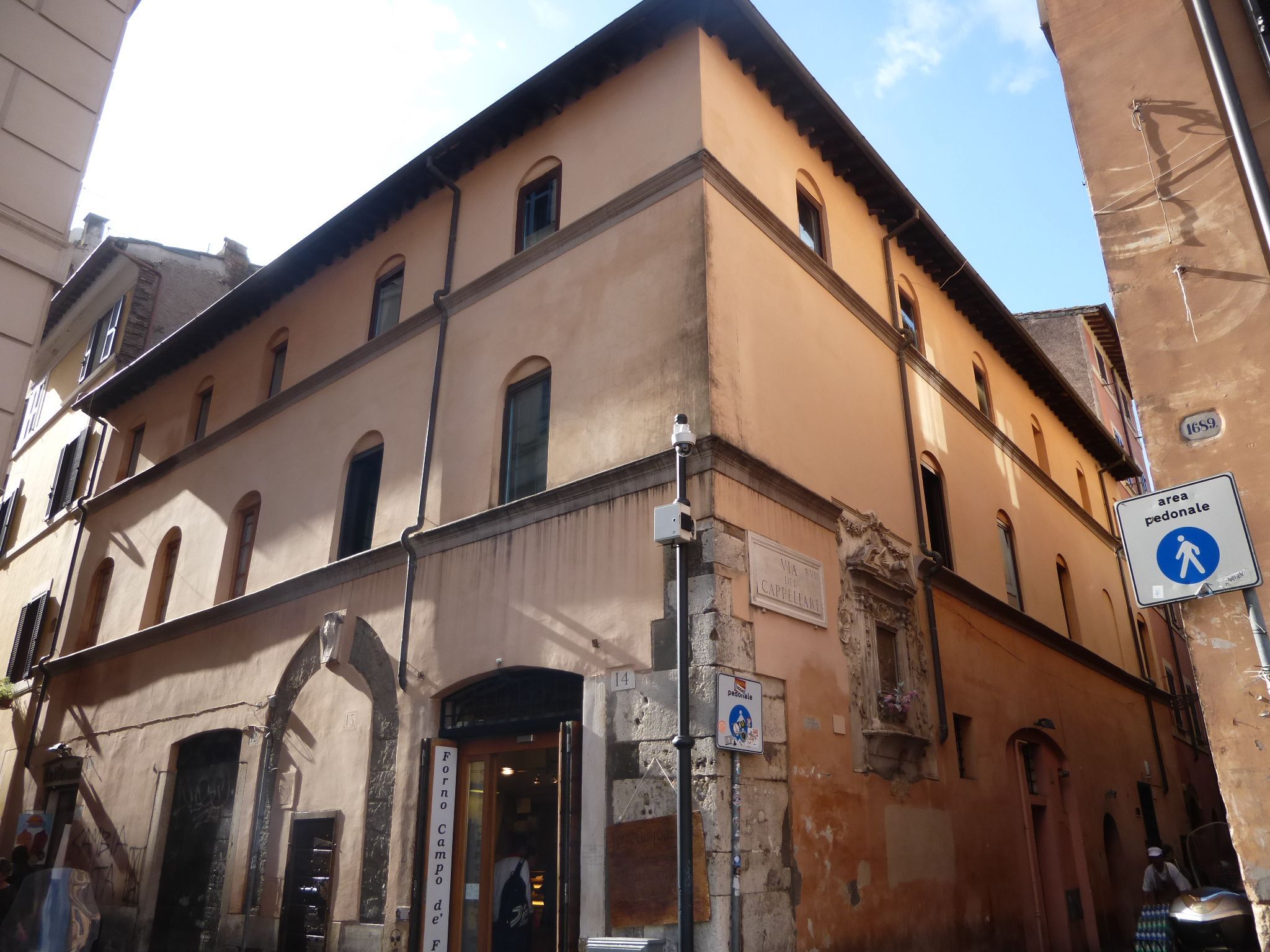
La Locanda del Gallo di Vannozza Cattanei

Delle sue origini e della sua prima gioventù si sa poco o nulla. Quello che è certo è che Vannozza nacque il 13 luglio 1442 da genitori di origine lombarda (quasi sicuramente mantovani). Dai documenti dell'epoca si comprende che sua madre si chiamava Menica e che nel 1483, già anziana, era vedova di un certo Jacopo Cattanei, di professione pittore e di piccola nobiltà, il quale probabilmente era fratello o cognato di Andrea da Brescia, marmoraro.
Secondo alcuni storici sarebbe nata a Roma, anche se dei diaristi dell'epoca la definirono «la pelliccera di Mantova», essendo Vannozza cresciuta probabilmente in una famiglia di pittori, marmorari, ingegneri e decoratori lombardi trasferitisi a Roma per lavorare nei palazzi cardinalizi. A Roma Vannozza lavorò come albergatrice, gestendo alcune delle locande più famose e frequentate della città, come quella del Leone o dell'Angelo, nel rione Borgo. Fra queste, la più nota fu la Locanda del Gallo o della Vacca, nel vicolo del Gallo, a pochi passi da Campo de' fiori, frequentata da personaggi di alto rango che amavano intrattenersi con le numerose prostitute in servizio presso Vannozza; oltre a ciò prestava soldi a interesse.
I commentatori dell'epoca parlano di lei come di una donna di grande avvenenza, dai capelli biondi, occhi chiari, dotata di un fascino conturbante e di una opulenta bellezza, in linea con i canoni estetici del periodo. Una bellezza alla quale il cardinale Rodrigo non poteva certo rimanere insensibile, tant'è che dopo anni di scorribande sessuali e amanti fugaci decise di fare di Vannozza la sua concubina ufficiale, rimanendo legato a lei per un lungo periodo della sua vita.

### Amante del cardinale Borgia e i matrimoni
Tuttavia non si ha nessuna notizia certa su come e quando Rodrigo e Vannozza si siano conosciuti. Fra il 1465 e il 1469, incontrò il cardinale Rodrigo Borgia di circa dieci anni maggiore di lei, assurto alla carica di vicecancelliere di Santa Romana Chiesa a soli 26 anni per intercessione dello zio, papa Callisto III. Con lui instaurò un lungo legame, sentimentale prima e poi affettivo. Nonostante la sua posizione di amante riconosciuta e rispettata di uno dei cardinali più potenti della Chiesa di Roma, Vannozza doveva necessariamente avere un legittimo consorte. Di questo si occupò dunque in prima persona Rodrigo, che combinò a suo gusto tutti i matrimoni che la donna contrasse nel corso della vita.
Così nel 1474, a 32 anni, Vannozza andò in sposa al funzionario apostolico Domenico Giannozzo, signore di Arignano (Rignano Flaminio - RM), di circa cinquant'anni. Nel 1475 la donna diede alla luce il primo figlio, Cesare, secondogenito di Rodrigo poiché nato dopo Pedro Luis Borgia, che il cardinale aveva avuto intorno al 1458 da una donna rimasta ignota. La relazione con Borgia era intensa, quasi quotidiana, come dimostra la seconda gravidanza che Vannozza affrontò pochi mesi dopo la nascita di Cesare: nel 1476 infatti, rimasta vedova di Domenico Giannozzo, la donna diede al cardinale un altro figlio, Giovanni.
Poco tempo dopo Rodrigo combinò per lei le nozze con Giorgio della Croce, di origini milanesi, nominato dallo stesso Borgia segretario apostolico di papa Sisto IV. In questo periodo le ricchezze di Vannozza si incrementarono notevolmente grazie non solo ai favori di cui godeva in quanto concubina del potentissimo cardinale spagnolo, ma anche per il suo indubbio fiuto per gli affari, che le consentiva di operare investimenti sempre vantaggiosi e redditizi. Il marito di quel periodo era anch'egli facoltoso, proprietario di una splendida villa con giardino nei pressi della chiesa di San Pietro in Vincoli, sul colle Esquilino. Questa dimora è rimasta per lungo tempo uno dei luoghi maggiormente legati al nome e al ricordo di Vannozza Cattanei.
Quando, verso la fine del 1479, la donna seppe di essere nuovamente incinta, decise di recarsi a trascorrere il resto della gravidanza nella rocca dei Borgia a Subiaco, dove il 18 aprile dell'anno seguente diede alla luce Lucrezia, destinata a diventare uno dei personaggi di primo piano di tutta un'epoca, discussa e controversa come poche altre figure di quegli anni. Un anno dopo, nel 1481, Vannozza partorì Goffredo, l'ultimo dei figli che avrebbe dato a Rodrigo, seppur la frequentazione fra la donna e il cardinale si fece più sporadica, tanto che il cardinale pur riconoscendo il figlio sospettò sempre che in realtà fosse il figlio del legittimo sposo di Vannozza, Giorgio della Croce.
Conclusasi la relazione con il cardinale Borgia, Vannozza poté dedicarsi con più attenzione alla sua vita coniugale: fu così che intorno al 1482 nacque Ottaviano, figlio di Giorgio della Croce, ma nel 1486, a distanza di pochi giorni l'uno dall'altro, morirono sia il marito sia il figlio. A 44 anni, la donna era di nuovo vedova. Rodrigo non si perse d'animo e in poche settimane combinò per l'ennesima volta le nozze della madre di molti dei suoi figli, pianificando per lei quella che sarebbe stata l'unione di gran lunga più riuscita. L'8 giugno del 1486 Vannozza sposò Carlo Canale (?-1500): mantovano, dotto umanista, profondo conoscitore delle lettere e della poesia, era stato per molti anni camerlengo del cardinale Francesco Gonzaga. Il nuovo matrimonio segnò in qualche modo una svolta nella vita di Vannozza, che insieme al marito e ai figli decise di lasciare il palazzo di piazza Pizzo di Merlo, donatole da Rodrigo agli albori della loro relazione, per trasferirsi in una nuova dimora in piazza Branca.
Nei periodi estivi o di riposo, la famiglia amava soggiornare in una grande villa nel quartiere della Suburra, l'odierno rione Monti, dove ancora oggi esiste una scalinata detta Salita dei Borgia. Carlo Canale si affezionò ben presto in maniera autentica e incondizionata ai figli del cardinale Borgia, in particolar modo alla piccola Lucrezia, alla quale trasmise tutto il suo amore per le scienze umanistiche, iniziandola allo studio del greco, del latino, della poesia e delle arti in genere.  A questo punto il legame strettamente sentimentale fra Rodrigo e Vannozza poteva dirsi concluso. Tuttavia, negli anni a venire, fra i due sarebbe rimasto un legame di profondo affetto e stima, di cui fu collante fondamentale l'amore viscerale che entrambi nutrivano per i loro figli, pur destinati a esistenze travagliate e spesso dolorose.

### Il pontificato di Alessandro VI

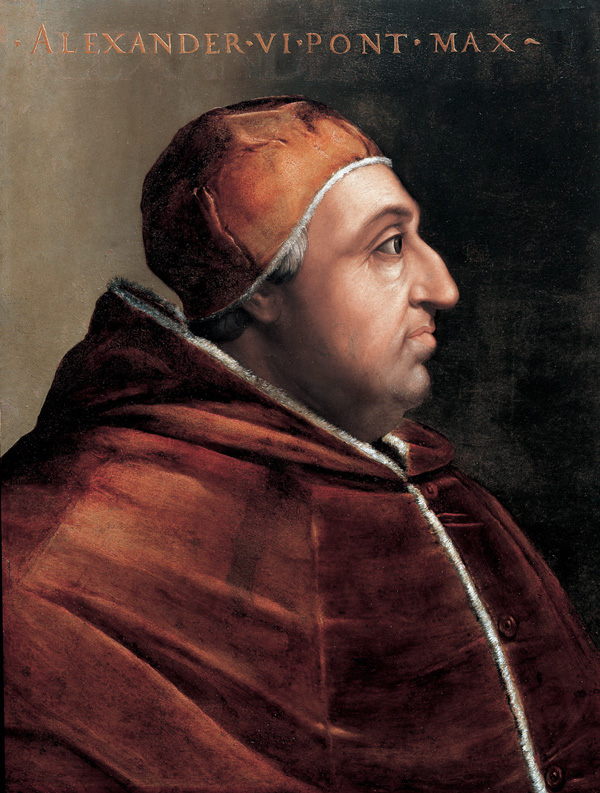
Papa Alessandro VI

Morto Innocenzo VIII il 25 luglio 1492, i cardinali si riunirono in conclave nella Cappella Sistina il 6 agosto per eleggerne il successore. Solo all'alba dell'11 agosto, al termine del quinto scrutinio, i porporati elevarono al trono di San Pietro il cardinale Rodrigo Borgia, che assunse il nome di Alessandro VI. In prima fila, sul sagrato di San Pietro, Vannozza assisté insieme a Lucrezia e alla cugina di Rodrigo, Adriana Mila, al tripudio con cui la città acclamava il nuovo Papa.
Alla sua ascesa al soglio pontificio, Alessandro aveva già rivolto da qualche tempo le sue attenzioni alla giovanissima Giulia Farnese, nuora della cugina Adriana, nota in tutta Roma e oltre come "Giulia la Bella" per la straordinaria avvenenza del suo aspetto. La fanciulla, moglie di Orso Orsini, finì con il sostituire definitivamente Vannozza nel ruolo di concubina ufficiale del Borgia, tanto che con l'elezione papale di quest'ultimo molti presero a soprannominarla, con non poca ironia, Concubina Papae o addirittura Sponsa Christi.
Ben presto Vannozza sarebbe stata allontanata anche dai suoi figli, chiamati a quel destino che il loro padre aveva disegnato per loro. A Vannozza non fu concesso nemmeno di assistere alle nozze di sua figlia Lucrezia con Giovanni Sforza, signore di Pesaro e questo non fu che l'inizio della sua esclusione dalla vita dei figli. Negli undici anni di pontificato di papa Borgia, Vannozza fu tenuta sostanzialmente ai margini di quella che nonostante le vistose anomalie era pur sempre la sua famiglia.
I destini dei suoi figli li avrebbero sempre più allontanati da lei. Cesare avrebbe vissuto una vita interamente dedicata alla costruzione di un sogno imperiale che non riuscirà mai a realizzare, impegnato per anni a combattere guerre fino a cadere miseramente dopo la morte del padre, unico sostegno alle sue mire politiche.
Ancor più sfortunata fu la sorte di Giovanni, che alla morte di Pedro Luis, aveva ereditato nel 1492 il titolo di duca di Gandia. Bello e vigoroso nell'aspetto, Giovanni era in assoluto il figlio prediletto di Alessandro VI, che riponeva in lui le maggiori speranze di un glorioso avvenire per la casata dei Borgia, ma il giovane era in realtà solo un amante dei divertimenti e del lusso e per nulla incline all'arte della guerra e della politica. Dopo una cena in casa di Vannozza, il 14 giugno 1497, il duca di Gandia richiamato a Roma dal padre per una fallimentare spedizione militare, fu misteriosamente assassinato con numerosi colpi di pugnale e il suo corpo ritrovato solo due giorni dopo nelle acque del Tevere. Il dolore di Alessandro e Vannozza fu immenso e in molti furono sospettati di essere i colpevoli dell'omicidio, probabilmente a sfondo politico.
Lucrezia, la pedina forse più redditizia nelle mani del Papa per la costruzione dei suoi disegni di potere, avrebbe contratto tre matrimoni politici, alla cui celebrazione Vannozza sarebbe sempre stata assente: il primo con Giovanni Sforza conte di Pesaro, in seguito annullato, poi con Alfonso duca di Bisceglie, assassinato su ordine di Cesare, e infine con Alfonso d'Este, che farà di lei la più celebre duchessa di Ferrara. Quanto a Goffredo, visse essenzialmente alla corte di Napoli come principe di Squillace per il matrimonio contratto con Sancia d'Aragona, figlia di re Alfonso II e sorella di Alfonso duca di Bisceglie.
Alla morte di Alessandro VI, Vannozza seguì Cesare e Goffredo a Nepi, per poi tornare a Roma quando la situazione si fu acquietata.
Vannozza avrebbe visto morire quasi tutti i suoi figli: dopo il misterioso assassinio di Giovanni, fu infatti la volta di Cesare, morto durante l'assedio di Viana, in Navarra, nella notte fra l'11 e il 12 marzo 1507. Dieci anni dopo toccò a Goffredo, morto nel gennaio del 1517 per cause non molto chiare. Soltanto Lucrezia le sopravvisse, anche se solo di pochi mesi, morendo dopo un parto il 24 giugno 1519 a trentanove anni.

### La morte

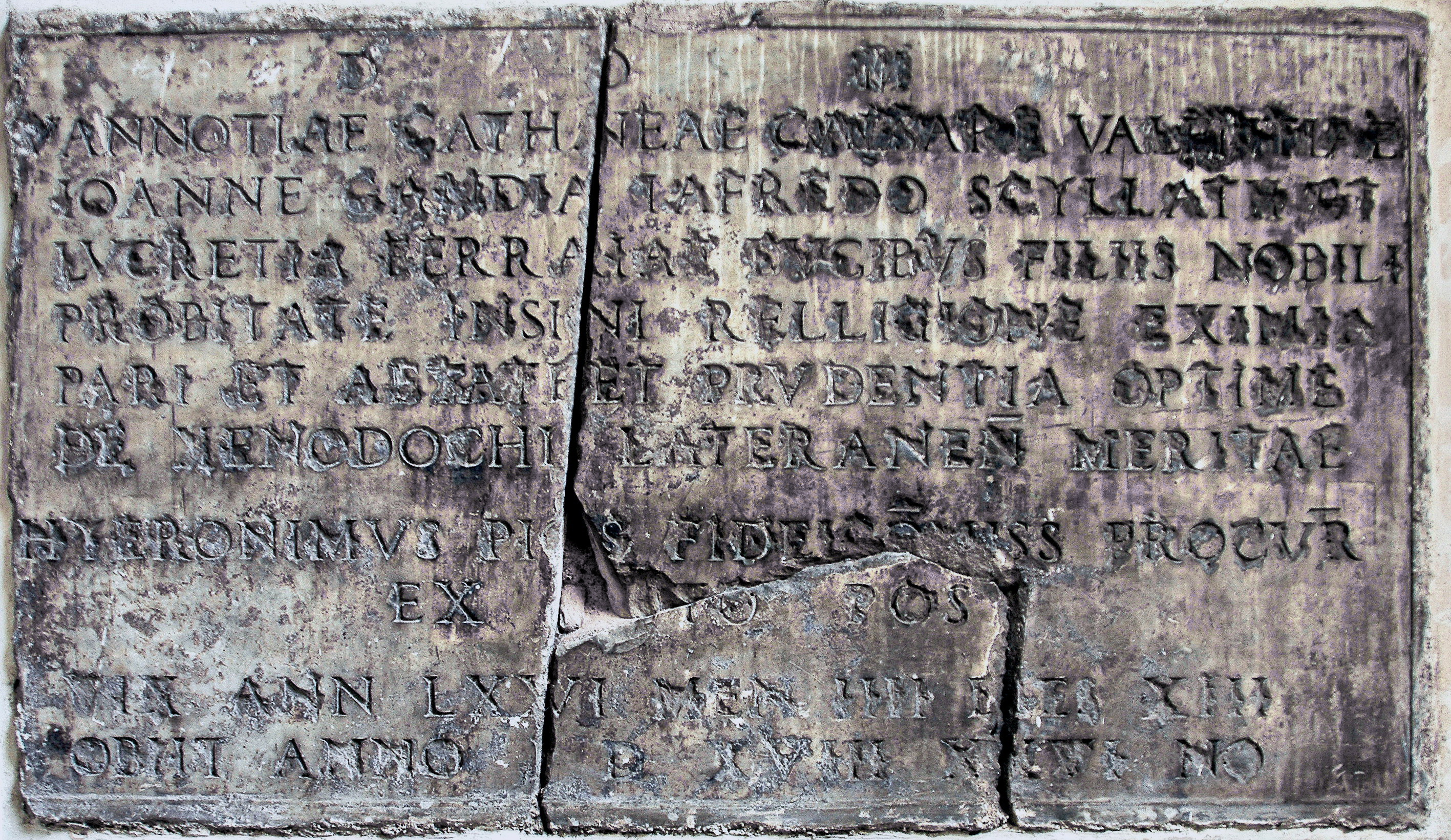
Lapide sepolcrale di Vannozza Cattanei
(Roma, Portico della Basilica di San Marco)

Negli ultimi anni della sua esistenza, Vannozza condusse una vita di penitenza, espiazione e beneficenza, tanto che Paolo Giovio che la conobbe in quel periodo la descrisse come una «donna dabbene». Aderì alla confraternita del Gonfalone, alla quale lasciò tutti i suoi averi.
Vannozza Cattanei morì il 26 novembre 1518, all'età di 76 anni. Le disposizioni che diede sulla sua sepoltura non furono rispettate: fu invece tumulata «con pompa pari quasi ad un cardinale», riferisce Marin Sanudo, nella basilica di Santa Maria del Popolo, dove era sepolto il figlio Giovanni. Al funerale partecipò l'intera corte papale su ordine di papa Leone X.
La lapide sepolcrale di Vannozza fu ritrovata nel 1948, dopo che per secoli era stata usata al rovescio come pavimentazione; fu ricomposta e murata nel portico della basilica di San Marco, di fronte al Campidoglio, dove è a tutt'oggi conservata. La lapide recita:

## Discendenza
Dal suo amante, Rodrigo Borgia poi papa Alessandro VI, ebbe tre figli e una figlia. Inizialmente spacciati per la prole dei mariti di Vannozza, furono tutti riconosciuti pubblicamente da Alessandro come figli suoi dopo la sua salita al soglio pontificio: 
- Cesare Borgia (1475-1507), detto "il Valentino". Cardinale, condottiero, Duca di Romagna e Duca di Valentinois. Insieme a sua sorella fu tra le figure più controverse e note del Rinascimento, nonché l'ispiratore de Il principe di Machiavelli.
- Giovanni "Juan" Borgia (1476-1497). Capitano della Chiesa e II Duca di Gandìa. Morì assassinato per mano di ignoti.
- Lucrezia Borgia (1480-1519). Sposata tre volte, fu Governatrice di Spoleto per suo diritto e Contessa di Pesaro, Duchessa di Bisceglie e Duchessa di Ferrara per matrimonio. Fu una delle donne più note e controverse del Rinascimento.
- Goffredo "Joffre" Borgia (1481-1517). Principe di Squillace tramite il suo matrimonio con Sancia d'Aragona.

Durante il matrimonio con Giorgio di Croce, Vannozza ebbe anche un altro figlio: 
- Ottavio.[25] Nato dopo Goffredo e ufficialmente figlio di di Croce, morì ancora bambino, prima della salita di Rodrigo al papato.

## Controversie
Lo storico Pompeo Litta, nella sua opera famiglie celebri italiane (Farnesi Duchi di Parma), inserisce Vannozza nella genealogia quale figlia di Ranuccio Farnese il Vecchio. Trattasi probabilmente di un errore dovuto alla raccolta di dati relativi al Farnese in fase di stampa della raccolta.

## Vannozza Cattanei nella cultura di massa

### Letteratura
- I Borgia, saggio romanzato appartenente alla raccolta I delitti celebri di Alexandre Dumas padre (1839).
- Lucrezia Borgia, psicobiografia di Maria Bellonci (1939).
- I Borgia, romanzo di Sarah Bradford (1982).
- Lucrezia Borgia, biografia romanzata di Massimo Grillandi (1984).
- O Cesare o nulla, romanzo di Manuel Vázquez Montalbán (1998).
- La famiglia, romanzo di Mario Puzo e Carol Gino (2001), ristampato come I veleni della famiglia Borgia (2013).
- La figlia del papa, romanzo di Dario Fo (2014)

### Cinema
- The Conclave, con Nora Tschirner (2006).
- Los Borgia, con Ángela Molina (2006).

### Televisione
- I Borgia (The Borgias), miniserie televisiva della BBC del 1981, con Barbara Shelley.
- I Borgia (The Borgias) serie televisiva canadese ideata da Neil Jordan, con Joanne Whalley (2011-2013).
- I Borgia (Borgia: Faith and Fear), miniserie franco-tedesca scritta da Tom Fontana, con Assumpta Serna (2011-2014).

### Fumetti
- I Borgia, fumetto erotico di Milo Manara e Alejandro Jodorowsky (2007-2011).
- Cesare il creatore che ha distrutto, manga di Fuyumi Sōryō.